# Simon de Beaujeu
Simon de Beaujeu was een meestermetselaar en steenhouwer uit de eerste helft van de 15e eeuw, afkomstig uit Lyon en het grootste gedeelte van zijn leven bracht hij door in de Franse regio Occitanië.

## Afkomst
De familienaam duidt er op dat zijn voorouders afkomstig waren uit Beaujeu, ongeveer 60 km ten noorden van Lyon en onderdeel van de regio Beaujolais en destijds onderdeel van de landgoederen van het Huis van Bourbon. 

## Levensloop

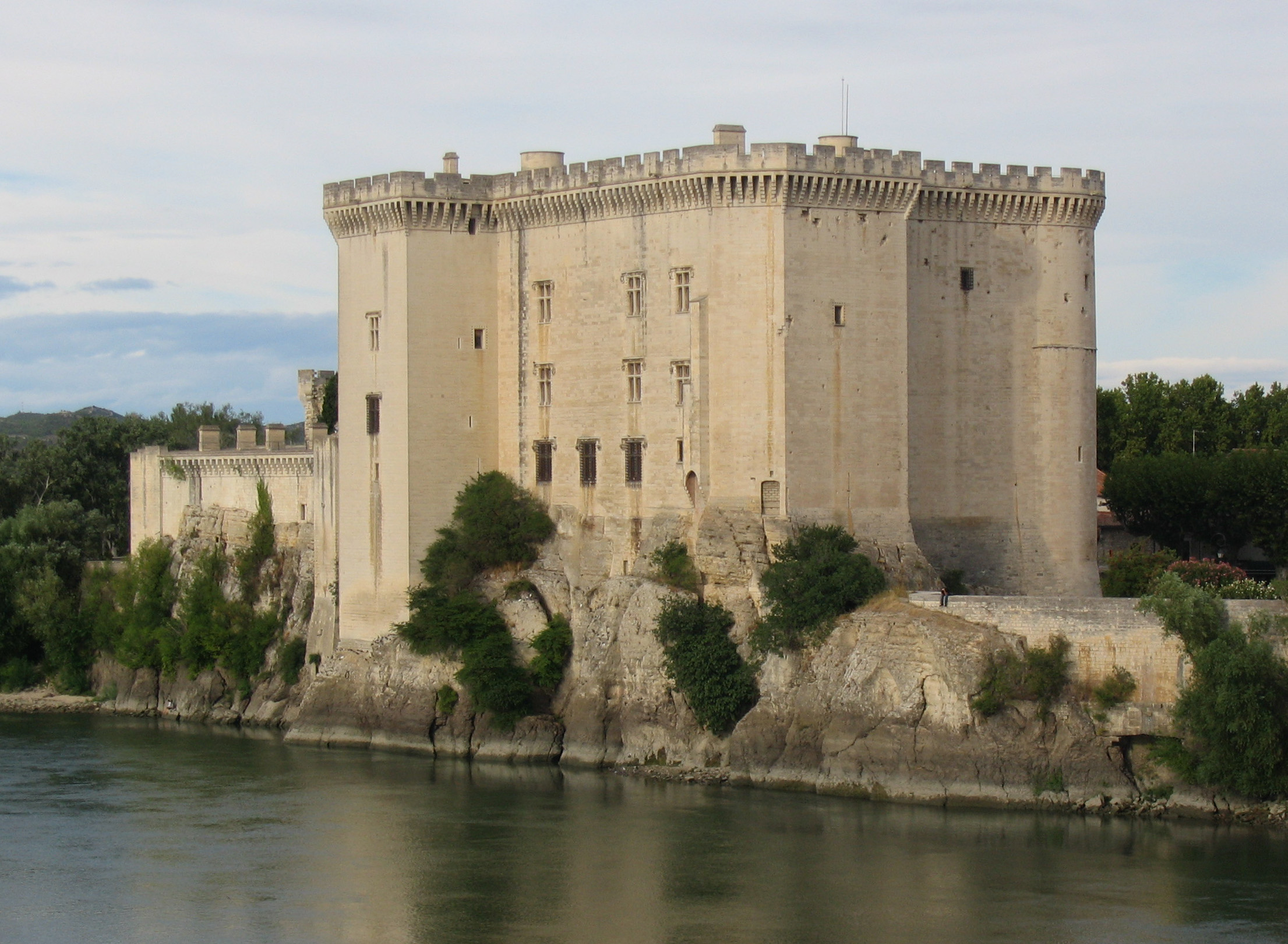
Kasteel van Tarascon

De naam Simon de Beaujeu komt voor het eerst voor in de rekeningen van de penningmeester van koning René I van Anjou, in 1433, voor werkzaamheden aan de grote spiraaltrap van het kasteel van Tarascon waar hij samen met Jacques Morel aan werkte. Hij werd daarin beschreven als perrier (steenhouwer) en was woonachtig in Tarascon.
In 1435 was hij in Nîmes, waar hij in 1440 werd aangewezen als meester van koninklijke werken en was daarbij verantwoordelijk voor het controleren van de werkzaamheden aan de Constance-toren in Aigues-Mortes. Hij was tevens meester van de koninklijke werken in de balije van Beaucaire en Nîmes.
Hij werkte in 1447 als bouwmeester samen met Nicolas Bonicy, de meester-metselaar, in Montpellier aan de Bourse dite Grande Loge des marchands (grootloge van kooplieden). Dit gebouw stond aan de Rue de Loge in Montpellier, maar werd gedeeltelijk verwoest als onderdeel van de reformatorische bewegingen eind 15e eeuw en deed vervolgens dienst als kapel tot 1650 om uiteindelijk te worden afgebroken. 
Hij werkte verder vanaf 1448 aan het bouwwerk dat later bekend zou komen te staan als het Hôtel des Trésoriers de France en werd gefinancierd door Jacques Cœur. Een gedeelte van dit gebouw huisvest tegenwoordig het Musée languedocien Montpellier.